# Яванский бычерыл
Яванский бычерыл (лат. Rhinoptera javanica)  — вид хрящевых рыб рода бычерылов семейства орляковых скатов отряда хвостоколообразных надотряда скатов. Эти скаты обитают в тропических прибрежных водах Индийского и западной части Тихого океанов. Встречаются на глубине до 30 м. Максимальная зарегистрированная ширина диска 150 см. Грудные плавники этих скатов срастаются с головой, образуя ромбовидный диск, ширина которого превосходит длину. Рыло массивное, плоское, передний край почти прямой с выемкой посередине. Тонкий хвост длиннее диска. 
Подобно прочим хвостоколообразным яванские бычерылы размножаются яйцеживорождением. Эмбрионы развиваются в утробе матери, питаясь желтком и гистотрофом. В помёте до 1—2 новорождённых. Рацион состоит из морских беспозвоночных. Эти скаты представляют интерес для коммерческого промысла. Мясо употребляют в пищу. Ценный трофей в спортивном рыболовстве.

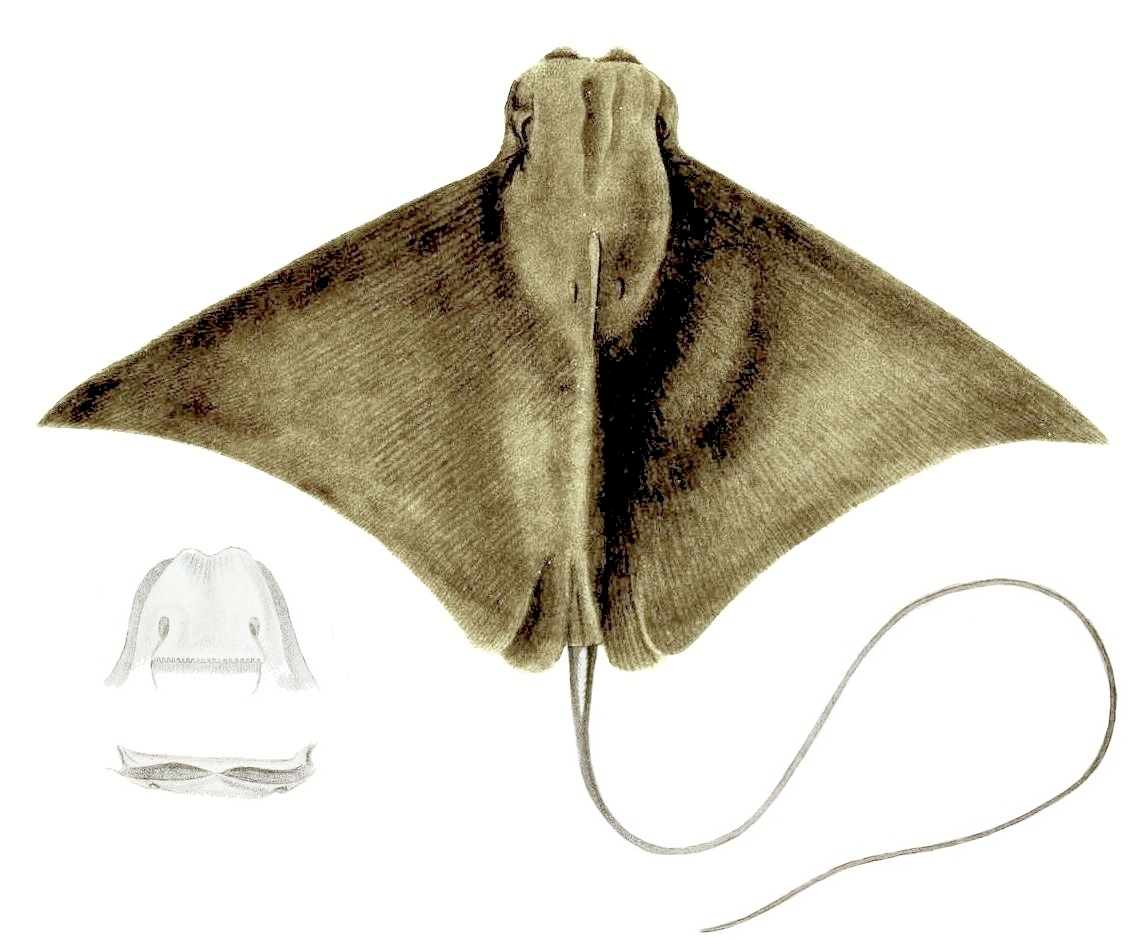
Оригинальное изображение яванского бычерыла

## Таксономия
Впервые вид был научно описан в 1841 году. Синтипы представляют собой самку длиной 132 см, пойманную в Индийском океане (11°00′ с. ш. 76°00′ в. д.), и зародыш длиной 26,5 см. 

## Ареал
Яванские бычерылы широко распространены пр всему Индийскому океану, также обитают в западной части Тихого океана. Они встречаются у берегов Китая, Индии, Индонезии, Мадагаскара, Малайзии, Пакистана, Филиппин, Сейшельских островов, Сомали, ЮАР, Шри-Ланки, Тайваня, Танзании, Таиланда и Японии (Окинава и Рюкю). Возможно, присутствуют в водах Австралии. Эти скаты держатся на континентальном и островном шельфе, заплывают в эстуарии рек, прибрежные бухты и мангровые заросли. Вероятно, совершают суточные миграции, связанные с кормлением.

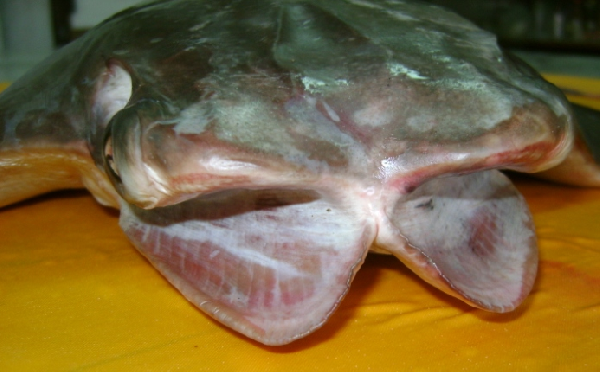
Фронтальная часть головы яванского бычерыла

## Описание
Грудные плавники яванских бычерылов, основание которых расположено позади глаз, срастаются с головой, образуя ромбовидный плоский диск, ширина которого превышает длину, края плавников имеют форму заострённых («крыльев»). Голова широкая с расставленными по бокам глазами и двумя шишковидными лопастями на рыле. Эти скаты отличаются от прочих хвостоколообразных выступами переднего контура хрящевого черепа и субростральным плавником с двумя лопастями. Позади глаз расположены брызгальца. Кнутовидный хвост длиннее диска. На вентральной поверхности диска имеются 5 пар жаберных щелей, рот и ноздри. Зубы образуют плоскую трущую поверхность, разделённую на 7 рядов на каждой челюсти. Хвостовой плавник отсутствует. Максимальная зарегистрированная ширина диска 150 см. Окраска дорсальной поверхности коричневого цвета, брюхо белое.

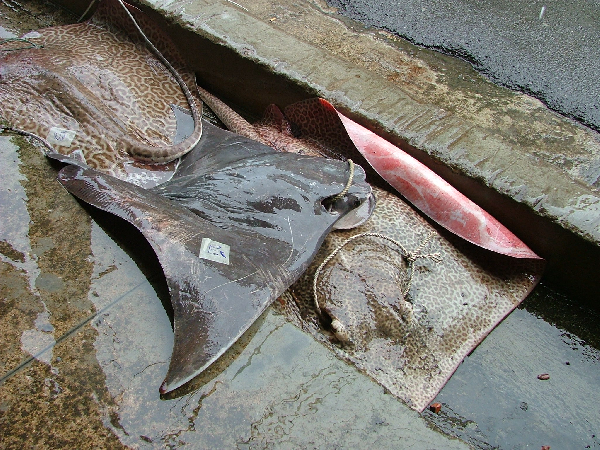
Яванский бычерыл на рыбном рынке в Таиланде

## Биология
Яванские бычерылы собираются в огромные стаи, насчитывающие до 500 особей. Подобно прочим хвостоколообразным яванские бычерылы относятся к яйцеживородящим рыбам. Эмбрионы развиваются в утробе матери, питаясь желтком и гистотрофом. В помёте 1—2 новорождённых. В водах Японии потомство появляется на свет в конце лета и осенью. Максимальная зарегистрированная ширина диска эмбриона составляет 63 см. Вероятно, особи становятся половозрелыми при достижении ширины диска 100 см. Рацион яванских бычерылов состоит из двустворчатых моллюсков и ракообразных.
На этих скатах паразитируют моногенеи Benedeniella macrocolpa, цестоды Eniochobothrium gracile, Halysioncum rhinoptera, Phyllobothrium rhinoptera, Tetrarhynchobothrium unionifactor и разные виды равноногих.

## Взаимодействие с человеком
Яванские бычерылы являются объектом коммерческого промысла. Их ловят донным и тралами и жаберными сетями. Мясо съедобно, Во многих частях ареала ведётся интенсивный лов. Международный союз охраны природы присвоил этому виду  охранный статус «Уязвимый».